# کفر شمریاهو
کِفر شمریاهو (عبری: כְּפַר שְׁמֵרְיָהוּ, عربی: کفر شمریاهو) یک منطقهٔ مسکونی و شورای محلی در اسرائیل است که در استان تل‌آویو واقع و در ۱۹۳۷ میلادی در خلال علیای پنجم پایه‌گذاری شده‌است.